# Kaneko Seiji
Seiji Kaneko (sinh ngày 27 tháng 5 năm 1980) là một cầu thủ bóng đá người Nhật Bản.

## Sự nghiệp câu lạc bộ
Seiji Kaneko đã từng chơi cho Kashima Antlers, Vissel Kobe, Avispa Fukuoka và Nagoya Grampus Eight.